# Erich Neumann (Staatssekretär)

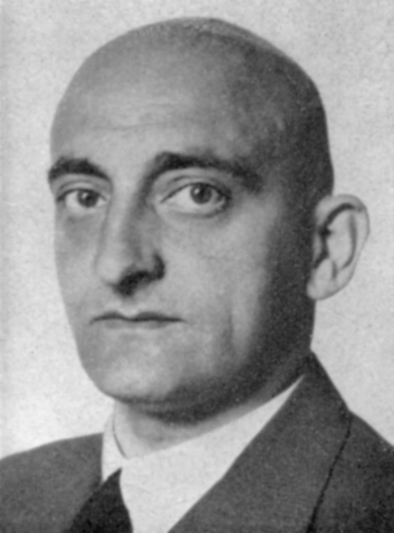
Erich Neumann

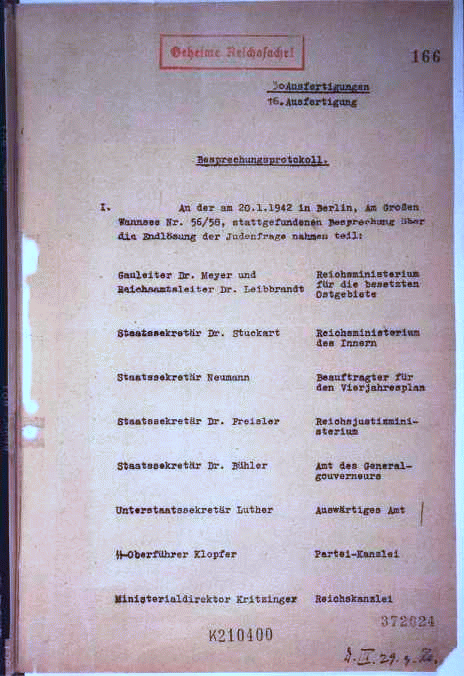
Neumann im Besprechungsprotokoll der Wannseekonferenz am 20. Januar 1942

Erich Neumann (* 31. Mai 1892 in Forst (Lausitz); † 23. März 1951 in Garmisch-Partenkirchen) war in der Zeit des Nationalsozialismus Staatssekretär in Hermann Görings Behörde für den Vierjahresplan.
Neumann nahm an der Wannseekonferenz am 20. Januar 1942 teil. Laut Protokoll forderte er namens der Vierjahresplanbehörde, jüdische Arbeiter aus kriegswichtigen Betrieben erst zu deportieren, sofern anderweitig für Ersatz gesorgt wäre. Das entsprach zu diesem Zeitpunkt ohnehin der Vereinbarung zwischen Reichssicherheitshauptamt und Wirtschaftsrüstungsamt des OKW. Adolf Eichmanns Deportationsrichtlinien vom 31. Januar 1942 sahen dementsprechend eine Ausnahme für deutsche Juden in Rüstungsbetrieben und Landwirtschaft vor.

## Leben
Neumann wurde in Forst (Niederlausitz) in einer evangelischen Familie als Sohn eines Fabrikbesitzers geboren. Nach dem Abitur studierte Neumann Rechtswissenschaft und Volkswirtschaft an der Albert-Ludwigs-Universität Freiburg. 1911 wurde er Mitglied des Corps Rhenania Freiburg. Als Inaktiver wechselte er an die Universität Leipzig und später an die Friedrichs-Universität Halle. Von 1914 bis 1917 nahm er am Ersten Weltkrieg teil, zuletzt als Oberleutnant.
Im Oktober 1920 wurde er Regierungsassessor im Preußischen Innenministerium, danach beim Landkreis Essen. Ab Oktober 1923 wurde er zum Regierungsrat befördert. Im Dezember 1924 nahm er eine Tätigkeit im Preußischen Ministerium für Handel und Gewerbe auf. Vom November 1926 bis 1928 war er Landrat des Landkreises Freystadt in Niederschlesien, danach ab Oktober 1928 als Ministerialrat erneut im Preußischen Ministerium für Handel und Gewerbe. Als Wirtschaftsfachmann hatte Neumann die Aufgabe, Deutschland auf internationalen Konferenzen zu vertreten. Im September 1932 wurde Neumann Ministerialdirektor im Preußischen Staatsministerium, dort zuständig für Verwaltungsreformen. Im September 1933 übernahm er auch noch die Aufgabe eines Schriftführers im Preußischen Staatsrat.
Zuvor Mitglied der DNVP, trat Neumann nach dem Wahlsieg der Nationalsozialisten bei der Reichstagswahl März 1933 zum 1. Mai 1933 in die NSDAP ein (Mitgliedsnummer 2.645.024), im August 1934 in die SS (SS-Nummer 222.014). Neumann war dabei dem Stab des SS-Hauptamts zugewiesen; am 13. September 1936 wurde er zum Obersturmbannführer befördert. Ende 1935 arbeitete er im Preußischen Staatsministerium und ab Oktober 1936 in der Vierjahresplanbehörde. Hier leitete er die Geschäftgruppe Devisen. Diese Geschäftgruppe war bis 1939 nicht von organisatorischen Änderungen innerhalb der Vierjahresplanbehörde betroffen. Neumanns Aufgaben in dieser Position umfassten den Bereich von allgemeinen Geschäften für alle sechs Gruppen sowie die Verbindungen zwischen den Gruppen. Außerdem war er an der Aufstellung von diesbezüglichen Erlassen der Gesetze und Verordnungen beteiligt. Schon ab 1935 hatte er für Göring eine Gruppe geleitet, die die allgemeine innere und äußere Wirtschaftslage beurteilen sollte. Im Juli 1938 wurde Neumann Staatssekretär und Vertreter von Paul Körner. Zu seinen Aufgaben zählten die weitere „Arisierung“ der Wirtschaft und eine Kennzeichnung der Juden. Im Jahre 1939 erhielt er den Ehrenrang SS-Oberführer.
Im Hinblick auf den Krieg gegen die Sowjetunion befasste sich Neumann auch mit Fragen der Agrarproduktion der zu erobernden Länder. In einem Vortrag am 19. April 1941 bei der Verwaltungsakademie Berlin ging er davon aus, dass wegen fehlender Importe von Futtermitteln diese eroberten Gebiete nicht mehr zur Überschussproduktion fähig sein würden und deshalb zu Zuschußgebieten würden. Den Text des Referats hatte sein persönlicher Referent, Professor Otto Donner, geschrieben. Am 2. Mai 1941 besprach er auch dieses Thema mit Paul Körner und Herbert Backe. Ebenfalls ab 1941 war er stellvertretender Aufsichtsratsvorsitzender der Kontinentalen Erdöl AG zur Ausbeutung der Ölvorkommen in den besetzten Gebieten der Sowjetunion.
Ab August 1942 wurde Neumann Generaldirektor des Deutschen Kalisyndikats. Seine Position als Leiter der Geschäftsgruppe Devisen übernahm Ministerialdirigent Friedrich Gramsch. Nach Kriegsende erfolgte seine Internierung, aus der er Anfang 1948 wegen Krankheit entlassen wurde.